# Cara d'home
Cap d’home  és un retrat realitzat per Josep Maria de Sucre i datat el 1962, està realitzat amb ceres sobre paper d’aquarel·la i les seves mides són: 69 x43 cm. Forma part de la col·lecció del Museu Abelló de Mollet del Vallès.

## L'autor i tècnica
L’obra de Josep Maria de Sucre pot connectar amb l'art brut però, en aquest cas, parlem d’un artista molt culte, va ser crític d’art, escriptor i pintor
La utilització de les ceres és el mitjà més comú per a realitzar els molts retrats expressionistes i primitius que feia de forma gairebé instintiva i on reflectia l’angoixa, la tensió dels personatges representats.
Josep Maria de Sucre, al final de la seva vida, perd visió, només veia de forma borrosa i treballava amb una caixa de ceres i papers que agafava de forma aleatòria. Dibuixava línies de diferents intensitats i elements esquemàtics que representen, de forma gestual i manual, la seva instintivitat i sensibilitat. Recorda l’obra de Munch i els retrats de l’època blava de Pablo Picasso a qui coneix en l’època de Els Quatre Gats.

## Anàlisi de l'obra
Aquest retrat, on domina el color blau clar i està signat i datat a l’angle inferior
esquerra, és un dels molts retrats que va realitzar Josep Maria de Sucre a partir dels anys 50. Aquesta obra, tal com comenta Arnau Puig en el vídeo de l'exposició 10 anys, 10 mirades a la col·lecció, és un retrat espectrogràfic, d’ell mateix, de la seva sensibilitat i de les seves circumstàncies.
Aquest retrat del 1962 forma part de l’última etapa de la seva vida, mor l'any 1969, en la que treballa de forma molt instintiva.

## Josep Maria Sucre i el Museu Abelló
Dins el fons d'Abelló, fruit de la donació que fa Joan Abelló a Mollet del Vallès per a la creació del Museu, hi ha un total de 10 obres de Josep Maria de Sucre, de les quals destaquen l'Homenatge a Josep Dalmau, el retrat de Joan Abelló, una guitarra feta sobre fusta o una de les cares feta sobre una pedra.
Tota aquesta col·lecció és fruit de la relació que hi ha entre els dos artistes i dels que es conserva, al Centre de Documentació de la Fundació, correspondència datada entre els anys 1958 i el 1963.

## Exposicions
- La Mirada de l'artista. Museu Abelló. Mollet del Vallès.01-03-1999 al 21-01-2007
- L'art modern a la col·lecció Abelló s. XIX-XX. Museu Abelló. Mollet del Vallès. 21-01-2007
- 10 anys. 10 mirades a la col·lecció.Museu Abelló. Mollet del Vallès. 14-7-2009 al 20-9-2009